# Bern
 Ovo je glavno značenje pojma Bern. Za druga značenja pogledajte Bern (razdvojba).
Bern (alemanski: Bärn, francuski: Berne [bɛʀn], talijanski: Berna [ˈbɛrna], retoromanski: Berna [ˈbɛrnə], bernski njemački: Bärn [b̥æːrn]), smješten na obalama rijeke Aare, je od 1848. godine savezni švicarski glavni grad. 
Bern je političko i upravno središte Švicarske (Bundesstadt), prijestolnica kantona Bern koji je drugi po broju stanovnika u Švicarskoj, te sjedište federalnih tijela i brojnih međunarodnih organizacija.
Bern je u prosincu 2009. godine imao 123.466 stanovnika po čemu je peti u Švicarskoj, ali njegova aglomeracija s 43 općine ima 349.000 stanovnika, a metropolsko područje oko 660.000.
Službeni jezik je njemački, ali stanovnici većinom uz njemački rabe i bernski dijalekt alemanskog njemačkog. 
U povijesnom središtu čuvaju se ostaci srednjovjekovnoga podrijetla uz lijepe palače iz 16. i 17. stoljeća. Zahvaljujući industrijskom razvoju grad se proširio; izgrađene su nove gradske četvrti sa stambenim zonama i mnogo zelenila,u kojima se nalaze razni muzeji, federalna knjižnica i gradski opservatorij. God. 1983., povijesno središte Berna je upisano na UNESCO-ov popis mjesta svjetske baštine u Europi.

## Zemljopis
Bern se nalazi na švicarskom platou, 20 km sjeverno od Bernskih Alpi, u krajoliku koji je nastao glacijacijom tijekom posljednjeg ledenog doba. Najbliže planine su mu Gurten (958 m) i Batinger (947 m), a grad je iznikao na brežuljku iznad rijeke Aare, a od 19. stoljeća se prostire na više brežuljaka na visinama od 480 (četvrti Matte i Marzili) do 864 metra visine (Kirchenfeld, Länggasse), prosječne visine 542 metra.

## Povijest
Berthold V., vojvoda Zähringena, je osnovao grad na rijeci Aare 1191. godine nazvavši ga Bern po njemačkoj riječi za medvjeda, Bär, kojeg je navodno tu ulovio. Fridrik II., car Svetog Rimskog Carstva, mu je dodijelio titulu slobodnog carskog grada 1218. godine kada je Berthold V. preminuo bez nasljednika. God. 1353., Bern se priključio mladoj švicarskoj konfederaciji čiji je uskoro postao vodeći član. Bern je izvršio invaziju na Aargau 1415. i pokorio je Vaud 1536. godine, kao i malena okolna područja, postavši tako najveći grad-država sjeverno od Alpa.
Grad je postupno izrastao izvan zapadnih granica grada koji je činio poluotok na rijeci Aare, te je novu granicu označavao toranj Zytglogge od 1191. do 1256., kada je to preuzeo zapadniji toranj Käfigturm, do 1345., kada tu ulogu preuzima Christoffelturm (na mjestu današnje željezničke postaje) do 1622. godine. Tijekom Tridesetogodišnjeg rata izgrađene su dvije nove utvrde, veliki i mali Schanze (opkop), koje su štitile cijeli poluotok.
God. 1798., tijekom ratova koji su uslijedili nakon Francuske revolucije, Francuzi su zauzeli dijelove njegovog teritorija. God. 1831., Bern je postao prijestolnicom Kantona Bern, a od 1848. godine i države Švicarske.
Za vrijeme Prvog svjetskog rata, kada je Švicarska bila neutralna, u Bernu su održana Prva i Druga internacionala, kongresi socijalista.

## Klima
| Klimatski podaci za Bern (Zollikofen), nadmorska visina: 553 m (1814 ft), normale 1981–2010, krajnosti 1901 - danas |         |         |        |         |         |        |        |         |       |          |         |          |          |
| Mjesec | Sječanj | Veljača | Ožujak | Travanj | Svibanj | Lipanj | Srpanj | Kolovoz | Rujan | Listopad | Studeni | Prosinac | Godišnje |
| Najviša zabilježena temperatura °C                                                                                  | 15,9    | 18,5    | 23,0   | 28,2    | 31,4    | 33,7   | 36,8   | 37,0    | 31,6  | 25,5     | 20,8    | 19,1     | 37,0     |
| Prosječna visoka temperatura °C                                                                                     | 2,8     | 4,7     | 9,5    | 13,4    | 18,2    | 21,6   | 24,3   | 23,7    | 19,1  | 13,8     | 7,3     | 3,5      | 13,5     |
| Srednja dnevna temperatura                                                                                          | −0,4    | 0,7     | 4,7    | 8,1     | 12,7    | 16.,0  | 18,3   | 17,7    | 13,7  | 9,3      | 3,7     | 0,6      | 8,8      |
| Prosječna niska temperatura °C                                                                                      | −3,6    | −3,1    | 0,2    | 3,0     | 7,4     | 10,5   | 12,5   | 12,3    | 8,9   | 5,4      | 0,4     | -2,3     | 4,3      |
| Najniža zabilježena temperatura °C                                                                                  | -21,8   | -23,0   | -15,6  | -7,9    | -2,2    | 0,9    | 3,6    | 3,5     | -0,8  | -5,5     | 13,9    | -20,5    | -25,0    |
| Prosječne padaline mm                                                                                               | 60,0    | 55,0    | 73,0   | 82,0    | 119,0   | 111,0  | 106,0  | 116,0   | 99,0  | 88,0     | 76,0    | 74,0     | 1,1      |
| Prosječna visina snijega cm                                                                                         | 12,8    | 13,1    | 7.0    | 0.8     | 0.0     | 0.0    | 0.0    | 0.0     | 0.0   | 0.1      | 5,5     | 13,3     | 52.6     |
| Prosječni kišni dani                                                                                                | 9,6     | 9,0     | 10,6   | 10,4    | 12,6    | 11,1   | 10,8   | 10,7    | 8,9   | 10,4     | 10,2    | 9,9      | 124,2    |
| Prosječni snježni dani                                                                                              | 4,1     | 3,5     | 2,0    | 0,3     | 0,0     | 0,0    | 0,0    | 0,0     | 0,0   | 0,0      | 1,1     | 3,1      | 14,1     |
| Prosječna vlažnost (%)                                                                                              | 84,0    | 79,0    | 73,0   | 71,0    | 73,0    | 71,0   | 71,0   | 73,0    | 79,0  | 84,0     | 85,0    | 85,0     | 77,0     |
| Prosječna sunčana satnica                                                                                           | 64,0    | 87,0    | 137,0  | 159,0   | 182,0   | 205,0  | 236,0  | 217,0   | 165,0 | 113,0    | 68,0    | 49,0     | 1,7      |
| Mogućnost sunca | 29,0    | 35,0    | 41,0   | 42,0    | 42,0    | 47,0   | 53,0   | 53,0    | 49,0  | 38,0     | 30,0    | 23,0     | 42,0     |
| Izvor #1: MeteoSwiss                                                                                                |         |         |        |         |         |        |        |         |       |          |         |          |          |
| Izvor #2: KNMI |         |         |        |         |         |        |        |         |       |          |         |          |          |

## Znamenitosti
Povijesno središte grada čine većinom izvanredno sačuvane srednjovjekovne građevine i 1983. godine ga je UNESCO prepoznao i postao je svjetska baština kao divan primjer nedirnutog srednjovjekovnog središta i izvrstan primjer moderne gradnje koja se uklopila u srednjovjekovne okvire. Njegov plan je gotovo nepromijenjen od njegove izgradnje od 12. do 15. stoljeća, osim požara iz 1405. godine nakon čega je grad obnovljen od pješčenjaka, a obnovljen je u 18. stoljeću pridržavajući se srednjovjekovnog plana. Tu se nalazi najviša švicarska katedrala, Münster (100 m), i gradska vijećnica, obje iz 15. stoljeća, te brojne druge crkve, mostovi, renesansne fontane i povijesne zgrade (Npr.: Federalna kovačnica novca, Federalni arhiv, Švicarska državna knjižnica, Muzej povijesti iz 1894. i Prirodoslovni muzej). U starom gradu su smještena i sjedišta federalne, kantonalne i općinske vlasti. Možda najznamenitija građevina u Starom gradu je raskošni srednjovjekovni sat toranj s pokretnim lutkama koje zvone, Zytglogge (bernskonjemački za "Vremensko zvono"). Bernska promenada s natkrivenim trgovinama u Starom gradu, 6 km duljine, je najduža trgovačka promenada u Europi.
U Bernu je u 16. stoljeću izgrađena medvjeđa jama (Bärengraben), ograđeni vrt u kojem se čuvaju medvjedi na istočnoj ivici Starog grada, koja je poznata turistička atrakcija, a danas je dio gradskog zoološkog vrta Dählhölzli.
Federalna palača (Bundeshaus), izgrađena od 1857. do 1902., udomljuje državni parlament, vladu i dio federalne administracije.
Albert Einstein je od 1903. – 05. živio u stanu na Kramgasse 49., koji je pretvoren u muzej Einsteinhaus, a gdje je napisao četiri članka koji su značajno utjecali na osnove moderne fizike.
Vrt ruža (Rosengarten) je staro groblje iznad Starog grada koji je 1913. godine pretvoren u vidikovac i park.
- Stari kameni most Nydegg
- Federalna palača
- Most Untertorbruecke
- Stjegonoša, vrh renesansne fontane, jedne od 15 iz 16. stoljeća (Hans Gieng)
- Zentrum Paul Klee

## Stanovništvo
Prema podacima od 31. prosinca 2009. godine Bern je imao 123.466 stanovnika. Najviše stanovnika služi se njemačkim jezikom, zatim talijanskim pa francuskim. Udio muškaraca bio je preko 52%, a žena nešto manje od 48%. Velik broj, gotovo 73% stanovništva ima više ili visoko obrazovanje, što samo dodatno potvrđuje stupanj razvijensoti općenito u cijeloj Švicarskoj.

## Gospodarstvo
Bern je prvenstveno upravno, kulturno i obrazovno središte Švicarske, a zahvaljujući izvaredno lijepoj staroj gradskoj jezgri i važno turističko odredište. Veći dio turizma (60% noćenja) ostvaruju strani posjetitelji, od kojih najveći udio imaju Nijemci. Iako je grad središte gospodarske regije Bern-Mittelland, u usporedbi s drugim švicarskim gradovima mnogo manji postotak gradskog stanovništva zaposlen je u industriji, bankarstvu ili primjerice prometu. Stopa nezaposlenosti iznosi nešto više od 3%.
U Bernu, jer je glavni grad se nalaze veleposlanstva i predstavništva preko 120 zemalja.
Zanimljivo je dodati i to kako je ovaj grad dom popularne čokolade Toblerone, koju su 1908. godine stvorili Theodor Tobler i Emil Braumann. Danas proizvodnja spomenute čokolade pripada američkoj tvrtki Kraft Foods.

## Šport
BSC Young Boys, često zvan skraćeno YB, je nogometni klub iz grada Berna koji svoje domaće utakmice igra na stadionu Wankdorf. Tu je se odigralo i finale Svjetskog prvenstva u nogometu 1954. godine, ali i tri susreta za vrijeme Europskog prvenstva u nogometu 2008. godine.
Hokejski klub SC Bern je najposjećeniji klub van sjeveroameričke lige NHL koji je u sezoni 2011. – 12. imao iu prosjeku 15.779 gledatelja u njihovoj dvorani, PostFinance Arena, koja je bila domaćin Svjetskog prvenstva u hokeju 2009. godine. Klub je osvojio 12 državnih prvenstava A lige, posljednji 2010. god., i tri prvenstva B lige.

## Promet
Bern je cestovno vrlo dobro povezan s drugim gradovima (autocestama A1, A6 i A12). Javni gradski prijevoz također dobro funkcionira, postoji tramvajski sustav, prigradska željeznica (S-Bahn) te autobusne linije. Glavni željeznički kolodvor povezuje Bern s raznim gradovima u Švicarskoj i inozemstvu. Gradska žičara duga je samo 106 metara, te je druga najkraća u Europi, nakon one u Zagrebu. Zračna luka Bern međunarodnog je karaktera i nalazi se izvan grada, u blizini grada po imenu Belp.

## Obrazovanje
U gradu se nalazi Bernsko sveučilište, koje je ujedno i najpoznatija obrazovna ustanova. Osim toga, tu je još i Sveučilište za primijenjene znanosti, kao i još nekoliko manje važnih strukovnih škola.

## Slavni stanovnici
| - Mihail Bakunjin, revolucionar preminuo u Bernu - Albert Einstein - Albrecht von Haller, švicarski anatom, prirodoslovac i fiziolog - Ferdinand Hodler, slikar - Christoph von Graffenried, kolonijalist u Sjevernu Karolinu | - Peter Bieri, filozof - Adolf Wölfli, kipar i slikar - Paul Klee, slikar - Mani Matter, pjesnik i kantautor - Hans Urwyler, svećenik |

## Gradovi prijatelji
Bern ima ugovore o partnerstvu sa sljedećim gradovima:
| - Berlin, Njemačka - Lisabon, Portugal - Beč, Austrija - Madrid, Španjolska - Pariz, Francuska - Andorra la Vella, Andora - Amsterdam, Nizozemska - Luxembourg, Luksemburg - Prag, Češka - Varšava, Poljska - Bangkok, Tajland - Yangon, Mijanmar - Taipei, Tajvan - Sydney, Brisbane, Adelaide, Melbourne, Perth, Hobart, Wellington i Auckland, Australija - Kijev, Krivij Rih, Ukrajina | - Kišinjev, Moldavija - Bukurešt, Rumunjska - Sofija, Bugarska - Budimpešta, Mađarska - Atena, Grčka - Skoplje, Makedonija - Zagreb, Hrvatska - Beograd, Srbija - Sarajevo, Bosna i Hercegovina - Islamabad, Pakistan - Hanoi, Vijetnam - Manila, Filipini | - Tirana, Albanija - Oslo, Norveška - Stockholm, Švedska - Helsinki, Finska - Ottawa, Québec (grad) i Toronto, Kanada - Ciudad de México i Guadalajara, Meksiko - Brazilija, Rio de Janeiro, Sao Paolo i Porto Alegre,Brazil - Kairo i Aleksandrija, Egipat - Johannesburg, JAR - Delhi, Indija - Washington, New York, Boston, Miami, New Orleans, Houston, Las Vegas, Los Angeles, San Francisco i San Diego, SAD - Peking, Šangaj i Hong Kong, Kina - Džakarta, Indonezija - Minsk, Bjelorusija |